# Frank Ziegler (Schauspieler)

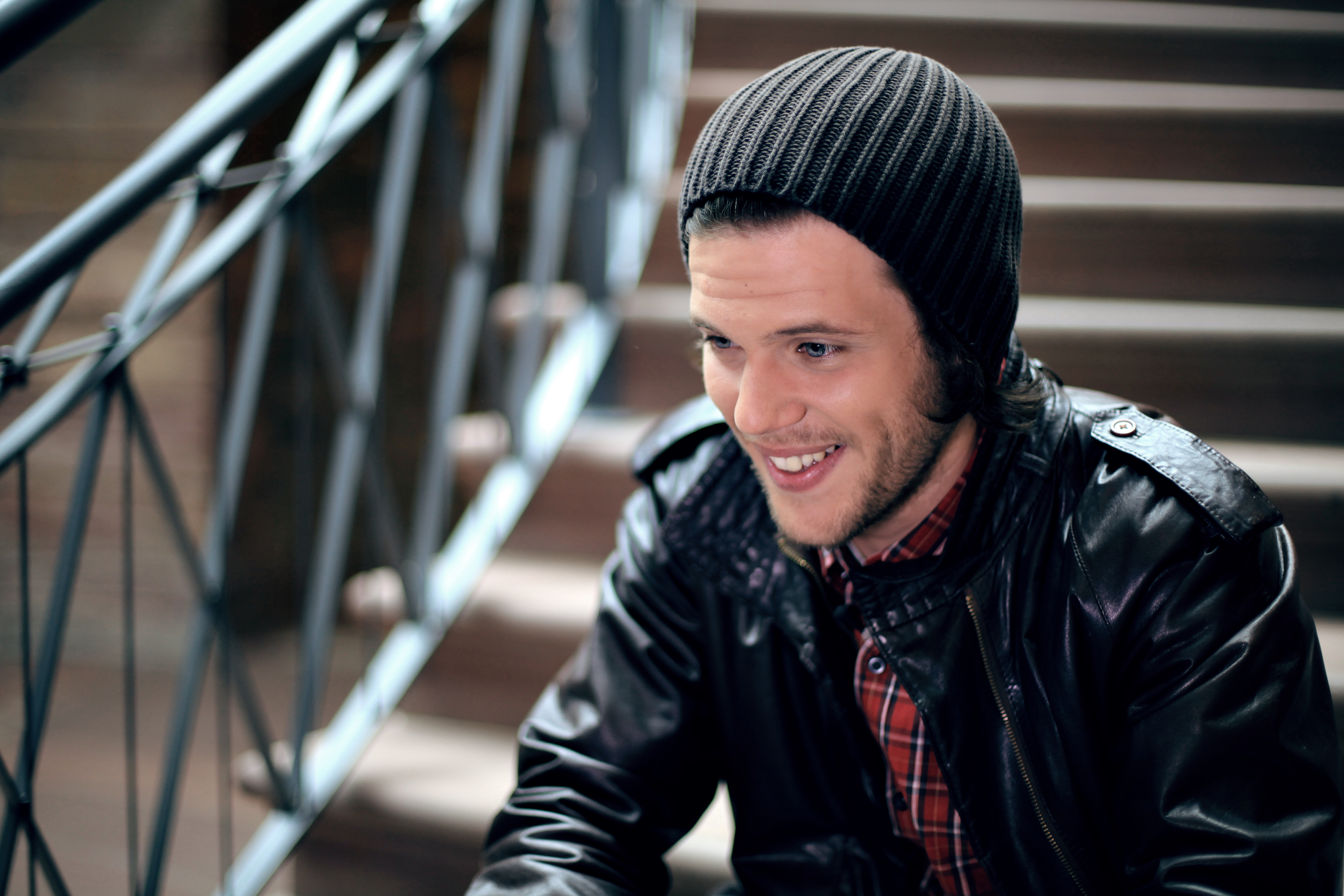
Frank Ziegler als Jurymitglied bei Dein Song, 2009

Frank Ziegler (* 28. April 1987 in Heidelberg) ist ein deutscher Schauspieler und Sänger.

## Leben
Frank Ziegler zog 2005 nach Hamburg, um sich dort als Sänger zu versuchen. Dort war er von 2006 bis 2009 Sänger der Gruppe Panik, ehemals Nevada Tan, und veröffentlichte mit dieser Band zwei Alben. 2008 wurde er mit Panik für 2 Echos nominiert. Mit Martin Kilger veröffentlichte er 2009 die Single Weinen. Anschließend begaben sich die beiden auf eine Tournee durch kleinere Clubs. Frank Ziegler gab 2009 sein Schauspieldebüt im Film Groupies bleiben nicht zum Frühstück von Regisseur Marc Rothemund, der 2010 in die Kinos kam. Frank Ziegler war außerdem Jury-Mitglied bei Das Haus Anubis rockt Nick Talent 2010 und Dein Song (2009).
2011 spielte er von Folge 137 bis Folge 234 die Rolle des Bodo Wilhelmsen in der Soap Hand aufs Herz. Außerdem war er auch auf dem Album zur Serie Der Soundtrack (2011) zu hören, auf dem er das Lied Just the Way You Are sang. Vom 20. Dezember 2011 bis zum Finale am 13. April 2012 war er in der Rolle des Chris Doppler in der Telenovela Anna und die Liebe zu sehen.
2016 hat sich Frank Ziegler mit seinen ehemaligen Bandkollegen David Bonk und Timo Sonnenschein zusammengetan und unter dem Namen Zorkkk den Song Ausnahmezustand veröffentlicht. Im Februar 2017 gaben sie ein 10 YRS Panik Live´-Konzert in Hamburg mit vier ehemaligen Panikmitgliedern. 
Im Juni 2017 spielten sie ein weiteres Konzert in Moskau.
Von 2013 bis 2020 arbeitete er bei der Berliner Sparkasse.
Seit 2021 ist er Artist Manager bei we are era.

## Filmografie
- 2009: Groupies bleiben nicht zum Frühstück
- 2009: Dein Song (Jury-Mitglied)
- 2010: Das Haus Anubis rockt Nick Talent 2010 (Jury-Mitglied)
- 2011: Hand aufs Herz (Fernsehserie)
- 2011–2012: Anna und die Liebe (Telenovela)
- 2012: SOKO Stuttgart Folge Papakind

## Diskografie

### Mit Panik
- 2007: Niemand hört dich (als Nevada Tan)
- 2009: Panik

### Sonstige Veröffentlichungen
- 2010: Martin Kilger & Franky Ziegler: Weinen (Single)
- 2011: Hand aufs Herz: Der Soundtrack